# Декстер (сезон 1)
Прем'єра першого сезону американського телесеріалу «Де́кстер» відбулася 1 жовтня 2006 року. Цей сезон був майже повністю знятий за сюжетом книги «Демон, що спить у Декстері» письменника Джеффа Ліндсея.
Сезон отримав схвальні відгуки критиків, зокрема Daily News назвав його "сміливим, різноманітним і захопливим, з центральним персонажем і грою, від якої перехоплює подих" . The Wall Street Journal вважає, що "гротескність "Декстера" не є чимось таким, що можна легко відмахнутися старою фразою "вам не обов'язково дивитися", і дійшов висновку, що "нам доводиться жити серед глядачів, які будуть десенсибілізовані або збуджені цим шоу". 
Сезон отримав 83% схвалення на сайті Rotten Tomatoes, де критики стверджують: "Його похмура, але новаторська передумова може бути занадто гротескною для деяких, але "Декстер" - це переконлива, елегантно зроблена драма жахів."
Сезон отримав високі рейтинги на каналі Showtime; пілотний епізод привернув увагу понад мільйона глядачів, забезпечивши каналу найвищі рейтинги за майже два роки,  а фінальний епізод "Народжений вільним" зібрав аудиторію в 1,1 мільйона глядачів в США. В середньому сезон дивилися два мільйони глядачів за епізод під час його першого показу, якщо враховувати глядачів на відеореєстраторах.

## У ролях
- Майкл Голл — Декстер Морган
- Джулі Бенц — Рита Беннетт
- Дженніфер Карпентер — Дебра Морган
- Ерік Кінґ — Джеймс Доакс
- Лорен Велез — Марія ЛаҐуерта
- Девід Заяс — Енджел Батиста
- Джеймс Ремар — Гаррі Морган
- Чарлі Лі — Вінс Масука
- Крістіна Робінсон — Астор Беннетт
- Деніел Голдман — Коді Беннетт
- Джефф Пірсон — Том Меттьюс
- Крістіан Камарґо — Браян Мозер/Руді Купер
- Марк Пеллеґріно — Пол Беннетт
- Марго Мартіндейл — Камілла Фіґґ

## Серії
| #  | Назва                   | Оригінальна назва         | Режисер         | Сценарій                        | Прем'єра          |
| -- | ----------------------- | ------------------------- | --------------- | ------------------------------- | ----------------- |
| 1  | Декстер                 | Dexter                    | Майкл Куеста    | Джеймс Манос молодший           | 1 жовтня 2006     |
| 2  | Крокодилячі сльози      | Crocodile                 | Майкл Куеста    | Клайд Філліпс                   | 8 жовтня 2006     |
| 3  | Черрі з льодом          | Popping Cherry            | Майкл Куеста    | Деніел Церон                    | 15 жовтня 2006    |
| 4  | Рука допомоги           | Let's Give the Boy a Hand | Роберт Ліберман | Дрю З. Грінберг                 | 22 жовтня 2006    |
| 5  | Кохання по-американськи | Love American Style       | Роберт Ліберман | Мелісса Розенберг               | 29 жовтня 2006    |
| 6  | Повернути відправнику   | Return to Sender          | Тоні Голдвін    | Тім Шлаттманн                   | 5 листопада 2006  |
| 7  | Коло друзів             | Circle of Friends         | Стів Шилл       | Деніел Церон                    | 12 листопада 2006 |
| 8  | Психоаналіз             | Shrink Wrap               | Тоні Голдвін    | Лорен Гассіс                    | 19 листопада 2006 |
| 9  | Батькові видніше        | Father Knows Best         | Адам Девідсон   | Мелісса Розенберг               | 26 листопада 2006 |
| 10 | Життя в багряних тонах  | Seeing Red                | Майкл Куеста    | Кевін Р. Мейнард                | 3 грудня 2006     |
| 11 | Істина десь поруч       | Truth Be Told             | Кіт Гордон      | Дрю З. Грінберг, Тім Шлаттманн  | 10 грудня 2006    |
| 12 | Народжений вільним      | Born Free                 | Майкл Куеста    | Деніел Церон, Мелісса Розенберг | 17 грудня 2006    |